# فيكتور أوسوريو
فيكتور أوسوريو (بالإسبانية: Víctor Osorio)‏ هو لاعب كرة قدم ومدرب كرة قدم تشيلي، ولد في 27 يوليو 1984 في فيكوينا في تشيلي. لعب مع نادي كوكيمبو أونيدو.

## وصلات خارجية
- فيكتور أوسوريو على موقع قاعدة بيانات كرة القدم.إي يو (الإنجليزية)
- فيكتور أوسوريو على موقع Soccerway.com (الإنجليزية)